# Chrysocraspeda panconita
Chrysocraspeda panconita là một loài bướm đêm trong họ Geometridae.